# Сан Агустин, Сан Агустин де Вакерос (Арандас)
Сан Агустин, Сан Агустин де Вакерос (шп. San Agustín, San Agustín de Vaqueros) насеље је у Мексику у савезној држави Халиско у општини Арандас. Насеље се налази на надморској висини од 2022 м.

## Становништво
Према подацима из 2010. године у насељу је живело 10 становника.

### Хронологија
| Година       | 2000       | 2005 | 2010 |
| ------------ | ---------- | ---- | ---- |
| Становништво | 15 (6 / 9) | 9    | 10   |

### Попис
| # | Индикатор                     | Вредност |
| - | ----------------------------- | -------- |
| 1 | Укупно домаћинстава           | 5        |
| 2 | Укупно насељених домаћинстава | 2        |
| 3 | Величина локације             | 1        |